# Бруно Франкевіц
Бруно Франкевіц (нім. Bruno Frankewitz; 8 грудня 1897 — 11 серпня 1982) — німецький воєначальник, генерал-лейтенант вермахту. Кавалер Лицарського хреста Залізного хреста з дубовим листям.

## Біографія
Учасник Першої світової війни. 25 травня 1920 року демобілізований і вступив в поліцію. 1 березня 1935 року перейшов у вермахт, служив в артилерії. З 1 квітня 1937 року — командир 1-го дивізіону 37-го артилерійського полку, з 15 серпня 1939 року — 161-го артилерійського полку. Учасник Польської і Французької кампаній, а також німецько-радянської війни. З 12 листопада 1942 року — командир 215-ї піхотної дивізії, з 6 квітня 1945 року — піхотної дивізії «Теодор Кернер». 7 травня 1945 року взятий в полон американськими військами. 8 липня 1947 року звільнений.

## Звання
- Доброволець (15 вересня 1914)
- Єфрейтор (16 січня 1915)
- Унтерофіцер (1 червня 1915)
- Віце-фельдфебель (24 серпня 1915)
- Лейтенант резерву (30 червня 1916)
- Лейтенант поліції (25 травня 1920)
- Оберлейтенант поліції (29 червня 1923)
- Гауптман поліції (4 квітня 1928)
- Гауптман (1 березня 1935)
- Майор (1 березня 1936)
- Оберстлейтенант (1 квітня 1939)
- Оберст (1 лютого 1942)
- Генерал-майор (1 січня 1943)
- Генерал-лейтенант (1 липня 1943)

## Нагороди
- Залізний хрест
  - 2-го класу (7 серпня 1915)
  - 1-го класу (27 січня 1918)
- Ганзейський Хрест (Гамбург)
- Нагрудний знак «За поранення» в сріблі
- Почесний хрест ветерана війни з мечами (5 жовтня 1934)
- Медаль «За вислугу років у Вермахті»
  - 4-го, 3-го і 2-го класу (18 років; 2 жовтня 1936) — отримав 3 медалі одночасно.
  - 1-го класу (25 років)
- Пам'ятна військова медаль (Угорщина) з мечами
- Медаль за участь у Європейській війні (1915—1918) з мечами (Третє Болгарське царство)
- Медаль «У пам'ять 1 жовтня 1938» із застібкою «Празький град»
- Застібка до Залізного хреста
  - 2-го класу (21 вересня 1939)
  - 1-го класу (3 жовтня 1939)
- Нагрудний знак «За участь у загальних штурмових атаках» в сріблі (1940)
- Німецький хрест в золоті (1 квітня 1942)
- Медаль «За зимову кампанію на Сході 1941/42» (18 вересня 1942)
- Орден Хреста Свободи 2-го класу з мечами (Фінляндія; 29 березня 1943)
- Двічі відзначений у Вермахтберіхт (6 лютого і 29 грудня 1944)
- Лицарський хрест Залізного хреста з дубовим листям
  - лицарський хрест (29 лютого 1944)
  - дубове листя (№790; 16 березня 1945)
- Нарукавна стрічка «Курляндія»